# Thelairoleskia angustifrons
Thelairoleskia angustifrons là một loài ruồi trong họ Tachinidae.